# Acantilado de la Hondura
Acantilado de la Hondura este o arie protejată (arie specială de conservare — SAC, sit de importanță comunitară — SCI) din Spania întinsă pe o suprafață de 32,5 ha, integral pe uscat.

## Localizare
Centrul sitului Acantilado de la Hondura este situat la coordonatele 28°12′24″N 16°25′20″W / 28.2066°N 16.4221°V.

## Înființare
Situl Acantilado de la Hondura a fost declarat sit de importanță comunitară în octombrie 1999 pentru a proteja 1 specie de plante. Situl a fost protejat și ca arie specială de conservare în ianuarie 2010.

## Biodiversitate
Situată în ecoregiunea , aria protejată conține 2 habitate naturale: Faleze cu floră endemică de pe coastele macaroneziene, Tufărișuri termo-mediteraneene și de pre-deșert.
La baza desemnării sitului se află o specie protejată de  plante: Atractylis preauxiana.